# Close to the Edge
Close to the Edge peti je studijski album britanskog rock-sastava Yes. Diskografska kuća Atlantic Records objavila ga je 13. rujna 1972. Posljednji je album skupine objavljen tijekom sedamdesetih godina 20. stoljeća na kojem je svirao bubnjar Bill Bruford, koji ju je napustio i pridružio se King Crimsonu. Nakon popratne turneje za prethodni album Fragile članovi grupe otišli su u londonski studio Advision Studios da bi ondje snimili novi album, a ideje za pjesme počeli su snimati od veljače 1972. Na tom se uratku razvio glazbeni stil skupine – Jon Anderson i Steve Howe napisali su osamnaestominutnu naslovnu pjesmu, koja je tada bila najduža skladba sastava. Na drugoj se strani albuma nalaze pjesme And You and I i Siberian Khatru. Brufordu je snimanje albuma bilo prilično zahtjevno, zbog čega je odlučio napustiti skupinu nakon završetka snimanja.
Close to the Edgeom skupina je postigla svoj tada najveći uspjeh na tržištu. Uradak se pojavio na četvrtom mjestu ljestvice UK Albums Chart i trećem mjestu američke ljestvice Billboard 200; na potonjoj je ljestvici to najviše mjesto koje je skupina dosegla do danas. Dvodijelna skraćena inačica pjesme "And You and I" objavljena je u SAD-u i pojavila se na 42. mjestu Billboardove ljestvice Hot 100. Yes je podržao album svjetskom turnejom koja je trajala od 1972. do 1973., tijekom koje je održao više od 90 koncerata; na toj je turneji prvi put s grupom nastupao bubnjar Alan White. Godine 1998. album je postigao platinastu nakladu u SAD-u jer je ondje bio prodan u milijun primjeraka. Ponovno je objavljen 1994., 2003. i 2013.; na potonjoj se inačici nalaze prethodno neobjavljene pjesme, a cijeli je uradak remiksao Steven Wilson.

## Pozadina
Do 1972. Yes su činili pjevač Jon Anderson, basist i prateći vokal Chris Squire, bubnjar Bill Bruford, gitarist Steve Howe i klavijaturist Rick Wakeman. U ožujku 1972. dovršili su šestomjesečnu turneju po Ujedinjenom Kraljevstvu i Sjevernoj Americi kojom su podržavali prethodni album Fragile (1971.). Skupina je 1. i 2. veljače 1972., u vrijeme dok se mogla odmoriti od turneje, rezervirala londonski studio Advision Studios da bi ondje snimila neke glazbene dijelove za novi album. Kad je turneja završila, članovi su se još jednom odmorili, a potom su u svibnju počeli uvježbavati nove pjesme u Una Billings School of Danceu u Shepherd's Bushu. Iako su određeni aranžmani u to vrijeme već bili osmišljeni i snimljeni, nijedna pjesma nije bila napisana do kraja, zbog čega su ih članovi sastava dovršili u studiju i potom ih naučili svirati. Nekoliko su puta aranžmani postali toliko složeni da su ih glazbenici već idućeg dana zaboravili, pa su zato počeli snimati svaku probu. Bruford je izjavio da naziv albuma odražava stanje u kojem se skupina tada nalazila.

## Snimanje
Do lipnja 1972. Yes je napisao pjesme za album i vratio se u Advision da bi ih snimio. Eddy Offord, koji je radio sa sastavom još od albuma Time and a Word (iz 1970.) i bio zaslužan za zvuk na koncertima turneje Fragile, postao je ton-majstor i producent uratka; produkcijom se bavio i svaki član grupe. Offord je u studiju namjeravao ponovno stvoriti dobru atmosferu onih noći kad je grupa održavala dobre koncerte. Da bi to postigao, koncertnim je tehničarima rekao da u studiju izgrade veliku pozornicu; primijetio je da se zvuk Brufordovih bubnjeva odražavao od drvene platforme i da je skupina više zvučala kao na koncertu. U studiju se nalazila i struktura nalik kabini izrađena od drvenih daski; Howe je svirao u njoj da bi pojačao zvuk svoje gitare. Tijekom snimanja članovi skupine odlučili su iskoristiti određenu snimku za pjesmu, no shvatili su da je studijski čistač tu snimku bacio u smeće. Uslijedila je potraga za snimkom po kantama za smeće izvan studija; snimka je naposljetku pronađena i uvrštena na glavnu vrpcu.
Chris Welch, reporter Melody Makera i biograf skupine, otišao je u studio i promatrao snimanje. Izjavio je da se u zraku osjećala napetost, da su Bruford, Howe i Wakeman imali izljeve anarhije te da je došlo do nesuglasica nakon što je miksan jedan dio pjesme. Komentirao je da skupina nije radila kao skladna cjelina i da su samo Anderson i Howe znali kako bi album trebao zvučati, dok su ostali članovi uvrštavali svoje dijelove u tu veliku zvučnu slagalicu, a u oblikovanju ideja pomagali su im Squire i Offord. Welch je smatrao da su Wakeman i Bruford bili nevini promatrači. Jednom je prigodom Welch došao u studio da bi čuo dio dovršene glazbene dionice čiji je zvuk uređivan nekoliko dana. Čuo je tup udarac i vidio da je Offord od premorenosti zaspao na konzoli za miksanje, nakon čega je "magnetofonska vrpca počela reproducirati snimljenu glazbu nepodnošljive glasnoće".
Brufordu je pisanje pjesama za Close to the Edge i njihovo snimanje s ostalim članovima bilo naročito zahtjevno iskustvo; cijeli je proces nazvao mučnim i rekao je da je bio nalik "penjanju na Mount Everest". Postao je ogorčen na vedru, dijatonsku glazbu skupine i počeo je preferirati džezističke i improvizirane pjesme. Zbog toga je način pisanja pjesama i snimanja u skupini postao problematičan: odsvirao bi se svaki dio pjesme i potom bi se raspravljalo o njemu. Izjavio je: O svakom se glazbalu odlučivalo demokratski, svi su morali demokratski očitovati o svakoj stvari. Bilo je grozno, iznimno neugodno i nevjerojatno teško tako raditi. Bruforda su također počela razdraživati Squireova česta kašnjenja na probe i njegov način rada. Jednom je prigodom Bruford zaspao na sofi u studijskoj kontrolnoj sobi dok je Squire "proučavao nekoliko gumba na konzoli [za miksanje]" jer je želio otkriti koliko treba ujednačiti dionice za bas-gitaru; probudio se nekoliko sati poslije i vidio da se Squire "i dalje nalazi na istom mjestu te da i dalje razmišlja o tome kako su ta dva gumba namještena". Anderson je stalno poticao Bruforda na pisanje pjesama, na čemu mu je Bruford nekoliko godina poslije bio zahvalan, no do završetka albuma smatrao je da je dao sve od sebe na Close to the Edgeu i da nije mogao osmisliti bolje aranžmane. "Tada sam znao da mi je potrebno nešto svježeg zraka" i napustio je sastav.

## Pjesme

### Prva strana
Pjesmu Close to the Edge napisali su Anderson i Howe, a zajedno su napisali i njezin tekst. Budući da je trajala osamnaest minuta, u to je vrijeme bila najdulja Yesova pjesma. Andersona je prvo nadahnuće za pjesmu dobio u hotelskoj sobi tijekom turneje za Fragile dok je čitao Gospodara prstenova J. R. R. Tolkiena i pritom slušao šestu i sedmu simfoniju Jeana Sibeliusa, jednog od svojih omiljenih skladatelja. Tijekom slušanja potonje simfonije primijetio je da se njezina glavna tema pojavljuje usred skladbe, što je utjecalo na strukturu pjesme. Tu je skladbu proučavao do kraja turneje; usred turneje raspravljao je s Howeom o svojim idejama. Tijekom privremene stanke nastavili su pisati pjesmu u Howeovu stanu u Hampsteadu, tijekom čega je Howe osmislio stih Close to the edge, round by the corner, nadahnut životom u Batterseaju, području pored Temze. Anderson je odlučio temu i tekstove pjesme utemeljiti na romanu Siddhartha (iz 1922.) njemačkog pisca Hermanna Hessea; tekst pjesme izmijenio je "tri ili četiri" puta. Izjavio je da su to sve metafore. Stihovi za posljednju strofu nadahnuti su njegovim snom o "odlasku s ovog svijeta na drugi... no bio je to tako odličan osjećaj da se više nikad nisam bojao smrti".
Početak pjesme čini ponavljajuća snimka klavijature i zvukova iz prirode, među kojima su zvuk tekuće vode i ptičje pjesme snimljenih u prirodi; vrpca za tu snimku bila je dugačka više od 12 metara, a sama je snimka snimana dva dana. Anderson je u pjesmu odlučio uvrstiti ptičji pjev i instrumentalnu dionicu u dijelu pjesme pod imenom I Get Up, I Get Down nakon što je poslušao Sonic Seasonings (iz 1972.), album elektroničke ambijentalne glazbe Wendy Carlos. Nakon što je grupa održala turneju s fuzijskom grupom Mahavishnu Orchestra, Anderson je članovima skupine predložio da snime improviziranu dionicu s prethodno aranžiranim stankama, što im se činilo odvažnim. Ta je odluka jedan od razloga zašto skupina naglo počinje svirati bez prethodne najave. Cijela je pjesma sastavljena od više dijelova; Bruford je izjavio da su za nju napisani dijelovi od deset, dvanaest i šesnaest taktova.
Glazba u dijelu sa stihom Close to the edge, round by the corner izvorno je bila dio pjesme koju je Howe skladao nekoliko godina prije, a djelomično je utemeljena na najduljem danu u godini. Anderson i Howe dogovorili su se da će taj dio spojiti s Andersonovom skladbom Total Mass Retain. Howe je skladao još jednu pjesmu, čiji je srednji dio glazbene teme pretvoren u dio stavka I Get Up, I Get Down koji počinje stihom "In her white lace". Wakemanovu je solodionicu na orguljama Howe izvorno napisao za gitaru, ali je smatrao da bi bolje zvučala na orguljama. Odsvirana je na orguljama u londonskoj crkvi St Giles-without-Cripplegate. Skupina je snimila zadovoljavajuću snimku dionice nakon solodionice za orgulje, no kad ju je trebalo uvrstiti u konačni miks, Offord je na glavnu vrpcu uvrstio snimku za koju je mislio da je prava, a onu drugu bacio je u smeće s ostalim potrošenim vrpcama. Zbog toga se u pjesmi čuje da je vrpca izmijenjena – glavna je vrpca ostala takva jer je bilo nemoguće ponovno obraditi zvuk na isti način.

### Druga strana
And You and I u početku je bila folk-pjesma koju je Anderson napisao s Howeom. Na njezinu su stilu i temi radili Howe, Bruford i Squire, pa je zato postala jedina pjesma na uratku čije je autorstvo, između ostalog, pripisano Brufordu i Squireu. Anderson je predstavio svoje ideje za pjesmu ostalim članovima dok je svirao akorde na gitari i pjevao tijekom dijela s prvim stihovima. Howeu se glazbena tema pjesme svidjela i želio je raditi na njoj. Kad je na turneji predstavio pjesmu, Anderson je izjavio da je njezino prvo ime bilo The Protest Song. U izvornom je obliku sadržavala i dulji završetak koji je Welch nazvao snažnim vrhuncem, ali se članovima skupine s vremenom više nije sviđao, pa su ga izrezali iz posljednje inačice. Anderson je izjavio da je pjesma slična hvalospjevu zbog "osjećaja sigurnosti koji nosi znanje da postoji netko... možda Bog". Stavak "The Preacher, the Teacher" osmišljen je tijekom jednog popodneva. Anderson je poručio ostalim članovima da bi taj dio pjesme trebao podsjećati na country, pa su Howe i Squire osmislili gitarske i basističke aranžmane za koje je Anderson izjavio da "tako slatko nadopunjuju".
Pjesma Siberian Khatru proizašla je iz Andersonove skice na akustičnoj gitari. Nije dovršio cijelu pjesmu, pa su ostali članovi radili na dijelovima za koje mu je trebala pomoć i raspravljali su o tome koji su rifovi najprikladniji za nju jer joj je bio potreban jedan dovoljno upečatljiv. Jedina je pjesma na albumu za koju je Wakeman naveden kao jedan od autora. Anderson je izjavio da pjesmu čini skup zanimljivih riječi, ali se ipak odnosi na snove o vedrim ljetnim danima. Izjavio je da riječ khatru u jemenskom dijalektu arapskog jezika znači 'kako želiš' ali da nije znao što znači dok nije zatražio nekoga da provjeri njezino značenje. Kad je Howe snimao posljednju gitarsku solodionicu, Offord je postavio jedan mikrofon uz pojačalo, a svojem je pomoćniku rekao da drugi mikrofon njiše po sobi da bi stvorio Dopplerov efekt.

## Omot albuma
Omot Close to the Edgea dizajnirao je i ilustrirao Roger Dean, koji je također dizajnirao naslovnicu za Fragile (iz 1971.). Na tom se albumu prvi put pojavio poznati logotip skupine, a nalazi se na vrhu jednostavne naslovnice koju čini prijelaz iz crne u zelenu boju. Dean je u tajnosti osmislio dizajn prije nego što je skupina počela raditi na Close to the Edgeu. Skicirao ga je tijekom putovanja vlakom od Londona do Brightona vodeći se idejom da bi tri slova mogao dizajnirati tako da izgledaju zanimljivo. Dovršio je dizajn kad je stigao u Brighton. Naknadno je predložio da se na omot otisne srebrni tekst, no taj je prijedlog naposljetku odbačen. Deanov logotip nazvan je kaligrafijskim kolofonom.
Kad je počeo dizajnirati omot, Dean je želio da album izgledom podsjeća na pozlaćenu knjigu i da mu tekstura bude kožasta – tu je ideju nadahnula činjenica da je imao mnogo blokova za crtanje s kožnim uvezom. Nadahnuće za ilustracije dobio je kad je posjetio Haystacks, visoko brdo u Lake Districtu. Na njegovu je vrhu snimio fotografiju i promatrao je cirkna jezera ispod brda. Zamišljao sam jezero kao nešto veće [...]. Kako bi moglo opstati na samom vrhu planine? Na omotu se nalaze fotografije članova skupine i Offorda koje su snimili Dean i Martyn Adelman; Adelman je krajem šezdesetih godina 20. stoljeća svirao sa Squireom u skupini The Syn. Dean je tekstove pjesama i bilješke na omotu napisao ručno. Dean je o omotu naknadno rekao: Spojio sam nekoliko ideja. Radilo se o vodopadu koji se stalno opskrbljuje vodom i pada sa svih strana jezera, ali pitao sam se odakle bi dolazila ta voda. Želio sam sliku koja bi prikazala to.

## Objava
Close to the Edge objavljen je 13. rujna 1972., tijekom trećeg mjeseca istoimene promidžbene svjetske turneje. Bio je to dotad najuspješniji uradak skupine na tržištu; popeo se do trećeg mjesta na ljestvici Billboard 200 u SAD-u i četvrtog mjesta na ljestvici UK Albums Chart. U nizozemskoj se pojavio na vrhu ljestvice albuma. Sjedinjene su Države unaprijed naručile 450 000 primjeraka albuma. Dana 30. listopada 1972. postigao je zlatnu nakladu u SAD-u za prodanih 500 000 primjeraka. Ahmet Ertegun, vlasnik Atlantic Recordsa, grupi je 20. studenoga predstavio tu nagradu u njujorškom restoranu, a Brian Lane, menadžer sastava, objavio je da je skupina s Atlanticom sklopila novi petogodišnji ugovor. Uradak je zahvaljujući daljnjoj prodaji 10. travnja 1998. postigao platinastu nakladu za milijun prodanih primjeraka.
Skupina je u SAD-u u listopadu 1972. objavila pjesmu And You and I kao dvodijelni singl. U Ujedinjenom Kraljevstvu pjesma je objavljena u cijelosti, a na B-strani nalazila se pjesma Roundabout. U prosincu te godine pojavila se na 42. mjestu Billboardove ljestvice Hot 100 u SAD-u. Skraćena inačica pjesme Total Mass Retain objavljena je na B-strani singla na čijoj se A-strani nalazila obrada pjesme "America" koju je popularizirala skupina Simon & Garfunkel; taj je singl objavljen 17. srpnja 1972.

### Recenzije i nasljeđe
Close to the Edge dobio je pozitivne kritike. Dana 2. rujna 1972. u New Musical Expressu objavljena je uratku manje naklonjena recenzija Iana MacDonalda; izjavio je da skupina nije više na rubu [close to the edge], nego je prešla preko njega", ali je dodao da su njezini članovi svirali dok nisu ispustili dušu; komentirao je i da je tim albumom pokušala zapanjiti [slušatelje], ali je taj pokušaj rezultirao samo besmislom koji se ne može zapamtiti. Zaključio je: Na svakoj je razini, osim na uobičajenoj estetskoj, to jedan od najizvanrednijih albuma pop-glazbe dosad.
Henry Medoza u recenziji za The San Bernardino Sun napisao je da [j]oš od... Sgt. Pepper's Lonely Hearts Club Banda prva strana albuma nije izražavala tako cjelovite i uzbudljive glazbene ideje; dodao je i da je tim uratkom skupina postala još sofisticiranija. Pohvalio je vokalne harmonije i Brufordov dubok, nepravilan bas-bubanj na početku naslovne pjesme, ali je komentirao da je treći dio te pjesme najzanimljiviji zbog izmjene vokala te Wakemanovih orgulja koje zvuče kao iz snova i snažno. Za drugu je stranu izjavio da je manje inspirativna od prve, ali je pohvalio vokale i harmonije na objema pjesmama i izjavio da na pjesmi Siberian Khatru zvuče kao zasebno glazbalo.
U Lubbock Avalanche-Journalu objavljena je i pozitivna recenzija Jona Clemensa. Naslovnu je pjesmu nazvao virtualnim zvučnim putovanjem, izjavio je da se kreće brzo, glasno i divlje te da tijekom dijela I Get Up, I Get Down dolazi do savršenog kontrasta; također je pohvalio vokale tijekom tog dijela pjesme. Imao je visoko mišljenje o suradnji Howea i Wakemana, ali je upozorio na to da bi zbog čestih izmjena tempa slušatelj mogao zaboraviti na glazbu. U recenziji za San Mateo Times Peter J. Barsocchini komentirao je da su koncept [albuma] i izvedbe [pjesama] dobre, a da je naslovna pjesma najvjerojatnije najbolja pjesma u karijeri skupine. Za And You and I izjavio je da je zanimljiv spoj akustične i elektroničke glazbe koja je čvrsto [...] obrađena, dok je za Siberian Khatru rekao da je usporediva s albumom Fragile jer ne razvija stil skupine kao druge dvije pjesme.
Billboard je u pozitivnoj recenziji istaknuo da je Yes došao do točke koja je svjetlosnim godinama udaljena od njegovih imitatora i svakako se ne radi o čudu od tri dana. Tapiserije zvuka koje tkaju slatki su djelići koji daju uvid u različite sudbine koje tek treba oblikovati, vremena koja blijede poput rosnih kapljica u izmaglici već napola zaboravljenih žudnji. Valja pohvaliti sve koji su radili [na tom albumu] i zahvaliti im jer to nije obično zvučno iskustvo, nego nadilazi medij i zove sva čula.
Dobio je i mnogo pozitivnih retrospektivnih recenzija. U recenziji za AllMusic Dave Thompson dao mu je pet od pet zvjezdica i nazvao ga je savršenim remek-djelom. U posebnom izdanju časopisa Q i Mojo iz 2005. Close to the Edge pojavio se na trećem mjestu popisa 40 Cosmic Rock Albums. Uvršten je i u knjigu 1001 Albums You Must Hear Before You Die Roberta Dimeryja. U anketi Guitar Worlda, tijekom koje su čitatelji trebali izabrati stotinu najboljih gitarskih albuma svih vremena, Close to the Edge pojavio se na 67. mjestu. Sound & Vision uvrstio ga je na 32. mjesto popisa 50 najboljih albuma svih vremena. Također se pojavio na petom mjestu Rolling Stoneova popisa 50 najboljih prog rock-albuma svih vremena, a na popisu 500 najboljih albuma svih vremena istog časopisa zauzeo je 445. mjesto. U trećem izdanju knjige All Time Top 1000 Albums Colina Larkina album je uvršten na 130. mjesto. Pojavio se na prvom mjestu popisa 100 najboljih prog-albuma svih albuma časopisa Prog.

### Reizdanja
Godine 1987. Atlantic Records reizdao je album na CD-u u Sjedinjenim Državama i Europi. Drugo je izdanje albuma 1994. digitalno remasterirao Joe Gastwirt. Godine 2003. Rhino i Elektra Records ponovno su ga objavili na CD-u u proširenoj i remasteriranoj inačici; na njoj se nalaze Yesov singl America iz 1972. i prethodno neobjavljene pjesme: druga verzija pjesme And You and I i rana proba pjesme Siberian Khatru.
Godine 2013. objavljene su dvije nove inačice albuma. Steve Hoffman iz Audio Fidelity Recordsa remasterirao je uradak za CD i Super Audio CD. Za diskografsku se kuću Panegyric Steven Wilson poslužio izvornim snimkama i miksao više inačica albuma; tako su nastali stereofonski miks iz 2013., miks prostornog zvuka 5.1 i izvorni stereofonski miks, a zajedno su objavljeni u paketu koji sadrži CD-ove, DVD-Audio i Blu-ray. Među dodatnim pjesmama nalaze se skraćene inačice pjesama za singlove, rani grubi miks pjesme Close to the Edge i instrumentalne inačice triju pjesama s albuma.

## Brufordov odlazak i turneja
Nakon što je završilo snimanje albuma, Bruford je 19. srpnja 1972. napustio skupinu i pridružio se King Crimsonu. Članovima Yesa rekao je da, ako žele, može s njima otići na turneju i na njoj ostati do kraja godine, no Howe mu je poručio da ne odlazi na turneju jer više nije bio posvećen grupi. Howe je naknadno zažalio zbog te odluke i izjavio da bi mu bilo drago da je u to vrijeme s Brufordom uživo svirao pjesme s albuma. Zamijenio ga je Alan White iz Plastic Ono Banda i grupe Terryja Reida. Budući da je svirao na Close to the Edgeu ali je napustio sastav prije naknadne turneje, Bruford je morao podijeliti tantijeme s Whiteom; izjavio je da je Lane od njega tražio 10 000 dolara odštete zbog odlaska. Nekoliko je godina poslije White pristao vratiti svoj dio tantijema Brufordu na njegov zahtjev. White je sa skupinom imao jednu cjelovitu probu prije početka turneje 30. srpnja 1972.
Ta je turneja tad bila najveća svjetska turneja na koju je skupina ikad otišla. Trajala je od 30. srpnja 1972. do 22. travnja 1973. i tijekom nje Yes je održao 95 koncerata; počela je u Memorial Auditoriumu u Dallasu, a završila je u West Palm Beach Auditoriumu u West Palm Beach na Floridi. Audiosnimke i videosnimke s te turneje pojavile su se na koncertnom albumu Yessongs iz 1973. U prosincu 1972. snimljen je i nastup u londonskom Rainbow Theatreu.

## Popis pjesama
| 1. | »Close to the Edge" - I. "The Solid Time of Change" - II. "Total Mass Retain" - III. "I Get Up, I Get Down" - IV. "Seasons of Man« | Jon Anderson, Steve Howe | Anderson, Howe | 18:43 |

| B-strana | B-strana | B-strana    | B-strana                                   | B-strana | B-strana | B-strana | B-strana | B-strana | B-strana |
| Br.      | Skladba | Tekstopisac | Skladatelj                                 | Trajanje |          |          |          |          |          |
| -------- | --- | ----------- | ------------------------------------------ | -------- | -------- | -------- | -------- | -------- | -------- |
| 1.       | »And You and I" - I. "Cord of Life" - II. "Eclipse" - III. "The Preacher, the Teacher" - IV. "The Apocalypse« | Anderson    | Anderson, Bill Bruford, Chris Squire, Howe | 10:12    |          |          |          |          |          |
| 2.       | »Siberian Khatru«                                                                                             | Anderson    | Anderson, Howe, Rick Wakeman               | 8:56     |          |          |          |          |          |
| 37:51    | |             |                                            |          |          |          |          |          |          |

| Dodatne pjesme na CD-u iz 2003. | Dodatne pjesme na CD-u iz 2003.                           | Dodatne pjesme na CD-u iz 2003. | Dodatne pjesme na CD-u iz 2003. | Dodatne pjesme na CD-u iz 2003. | Dodatne pjesme na CD-u iz 2003. | Dodatne pjesme na CD-u iz 2003. | Dodatne pjesme na CD-u iz 2003. | Dodatne pjesme na CD-u iz 2003. | Dodatne pjesme na CD-u iz 2003. |
| Br.                             | Skladba                                                   | Trajanje                        |                                 |                                 |                                 |                                 |                                 |                                 |                                 |
| ------------------------------- | --------------------------------------------------------- | ------------------------------- | ------------------------------- | ------------------------------- | ------------------------------- | ------------------------------- | ------------------------------- | ------------------------------- | ------------------------------- |
| 4.                              | »America« (inačica sa singla; obrada pjesme Paula Simona) | 4:12                            |                                 |                                 |                                 |                                 |                                 |                                 |                                 |
| 5.                              | »Total Mass Retain« (inačica sa singla)                   | 3:21                            |                                 |                                 |                                 |                                 |                                 |                                 |                                 |
| 6.                              | »And You and I« (alternativna inačica)                    | 10:17                           |                                 |                                 |                                 |                                 |                                 |                                 |                                 |
| 7.                              | »Siberia (Studio Run-Through of Siberian Khatru)«         | 9:19                            |                                 |                                 |                                 |                                 |                                 |                                 |                                 |
| 65:00                           |                                                           |                                 |                                 |                                 |                                 |                                 |                                 |                                 |                                 |

## Zasluge
| Yes - Jon Anderson – vokali - Steve Howe – gitara, električni sitar, prateći vokali - Chris Squire – bas-gitara, prateći vokali - Rick Wakeman – klavijatura - Bill Bruford – bubnjevi, udaraljke | Ostalo osoblje - Eddy Offord – tonska obrada, produkcija - Mike Dunne – vrpce - Roger Dean – ilustracije, fotografija - Martin Adelman – fotografija - Brian Lane – koordinacija |

## Ljestvice
| Ljestvica (1972.)      | Najviša Pozicija |
| ---------------------- | ---------------- |
| Nizozemska             | 1                |
| Njemačka               | 36               |
| Ujedinjeno Kraljevstvo | 4                |